# Sovač
Sovač (Servisch cyrillisch Совач) is een plaats in de Servische gemeente Valjevo. De plaats telt 133 inwoners (2002).

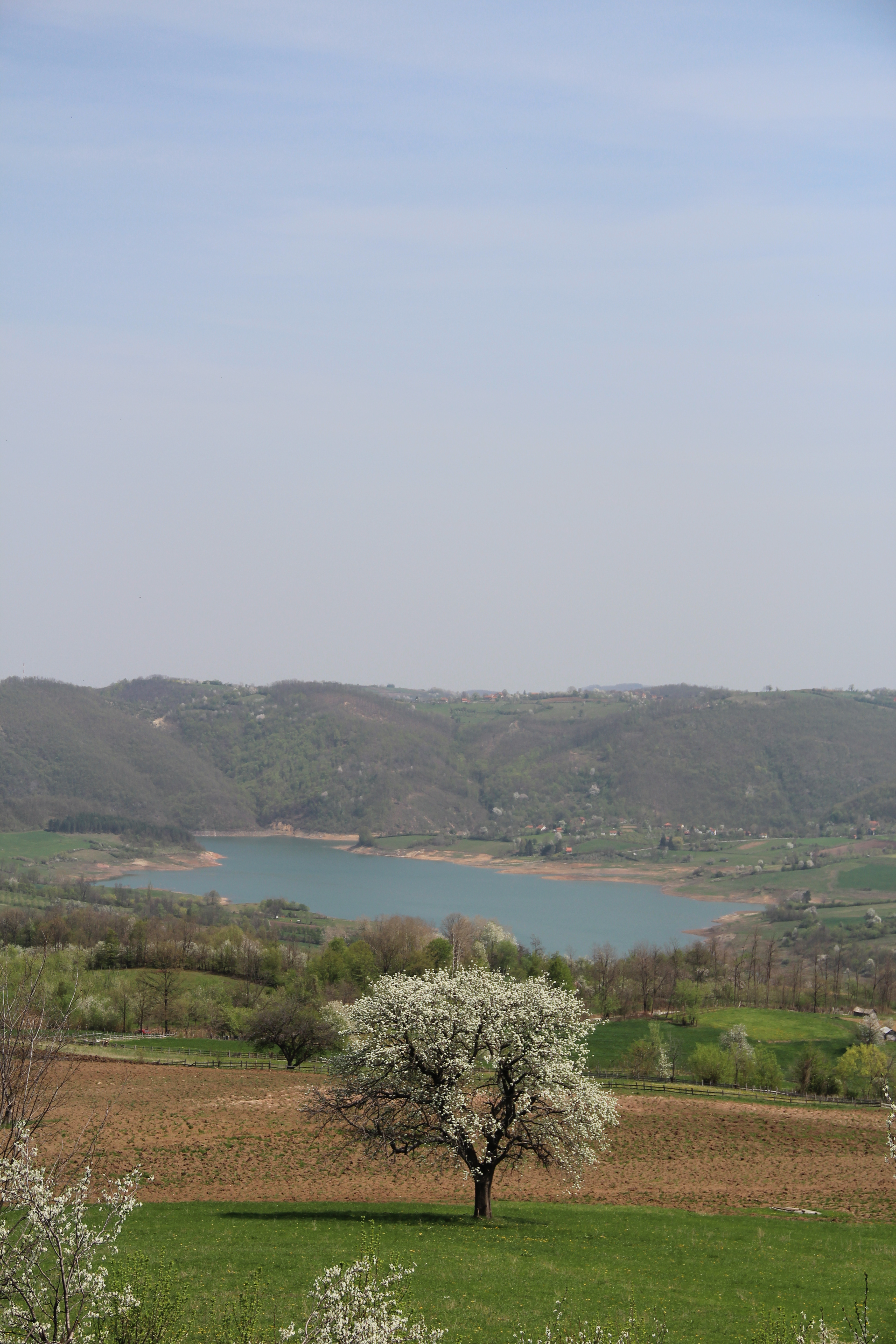
Sovač - panorama
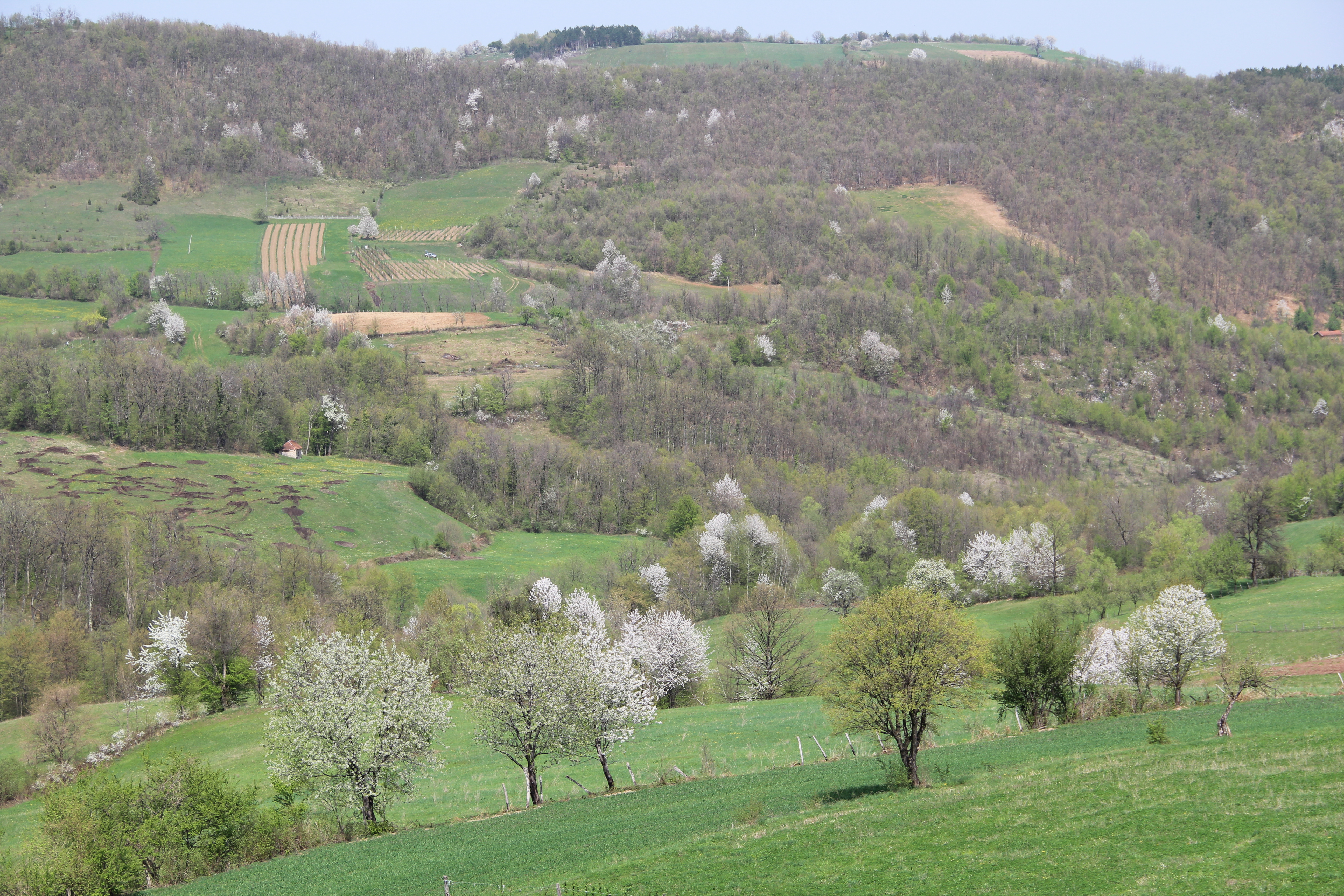
Sovač - panorama
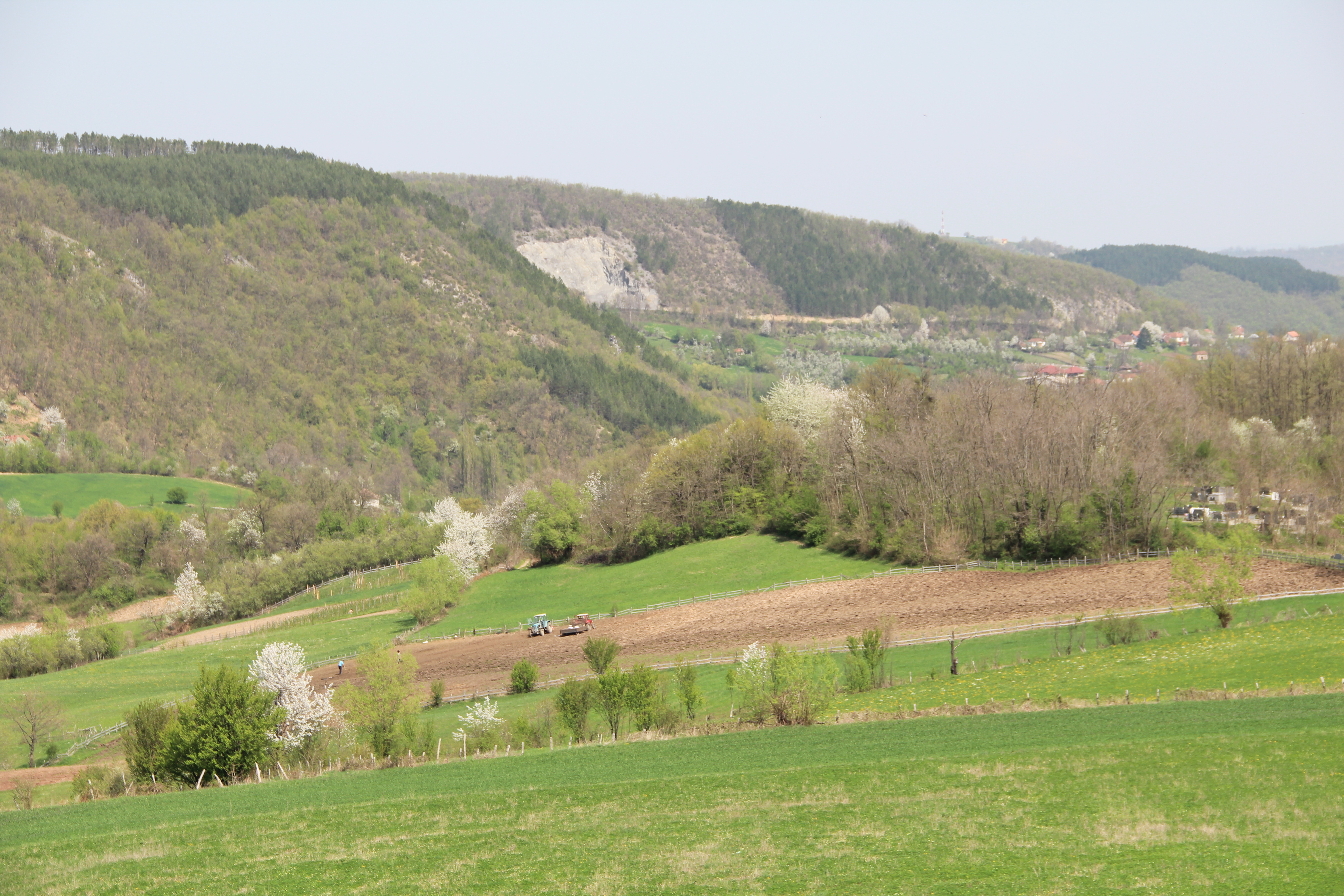
Sovač - panorama
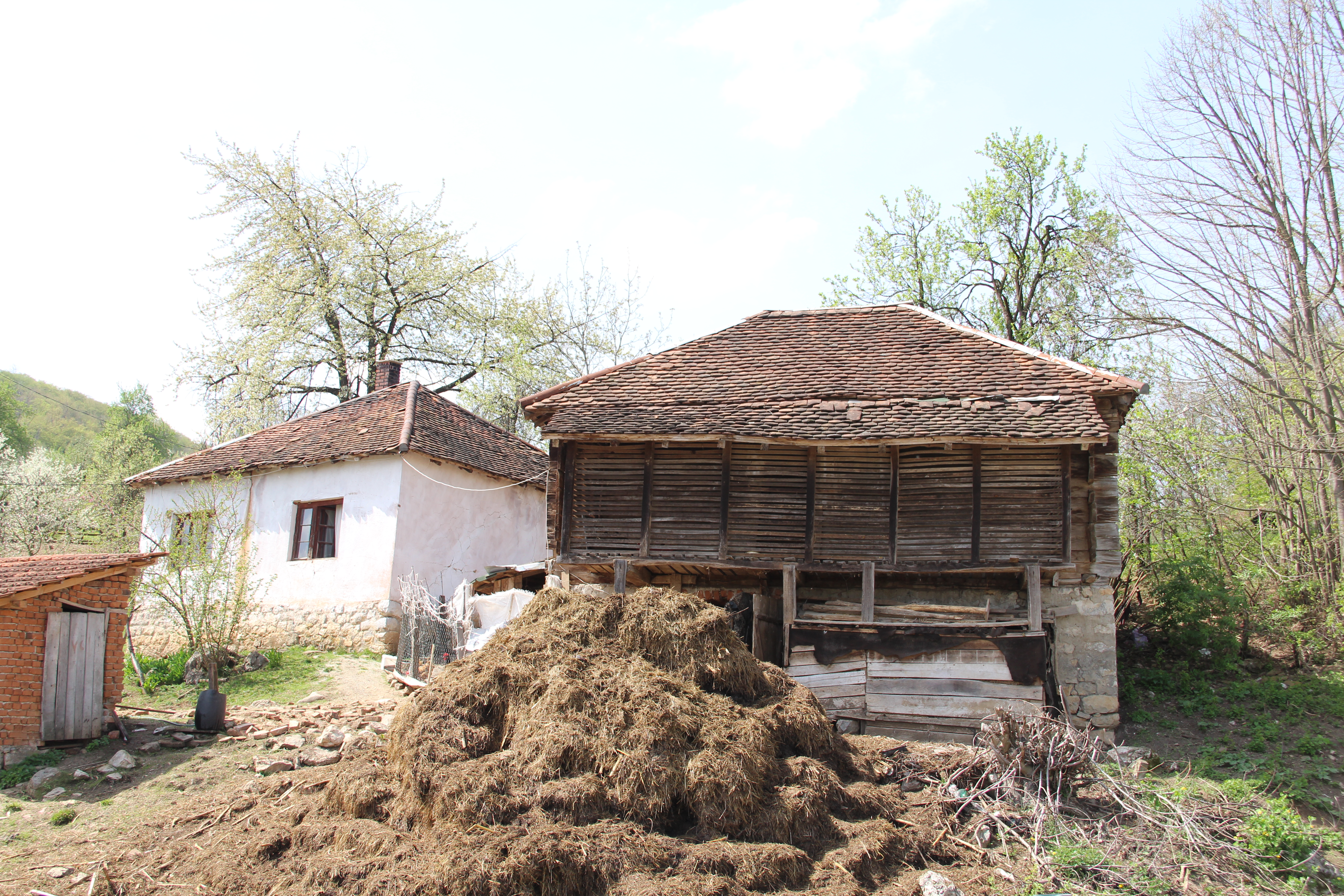
Sovač - panorama
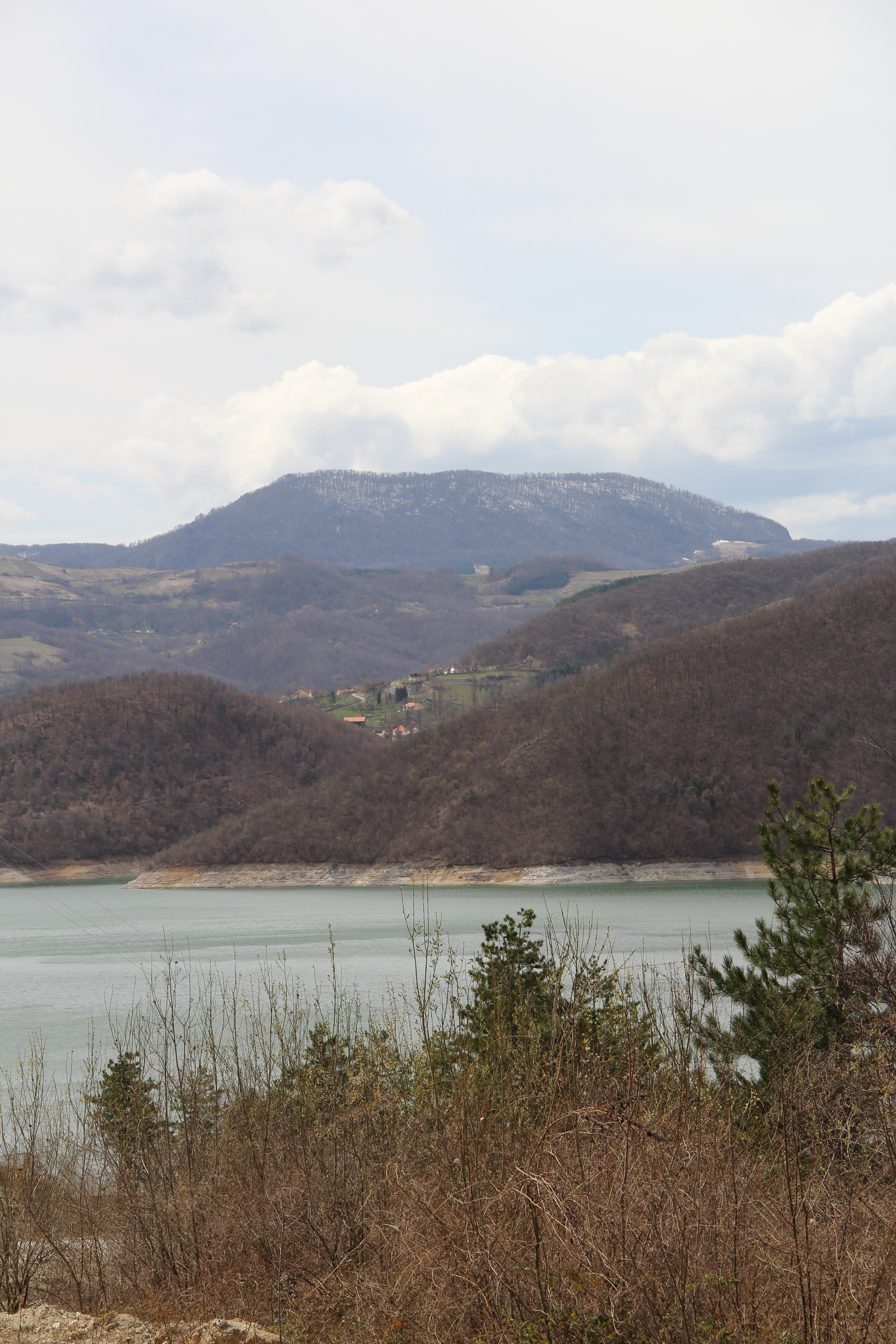
Sovač - panorama
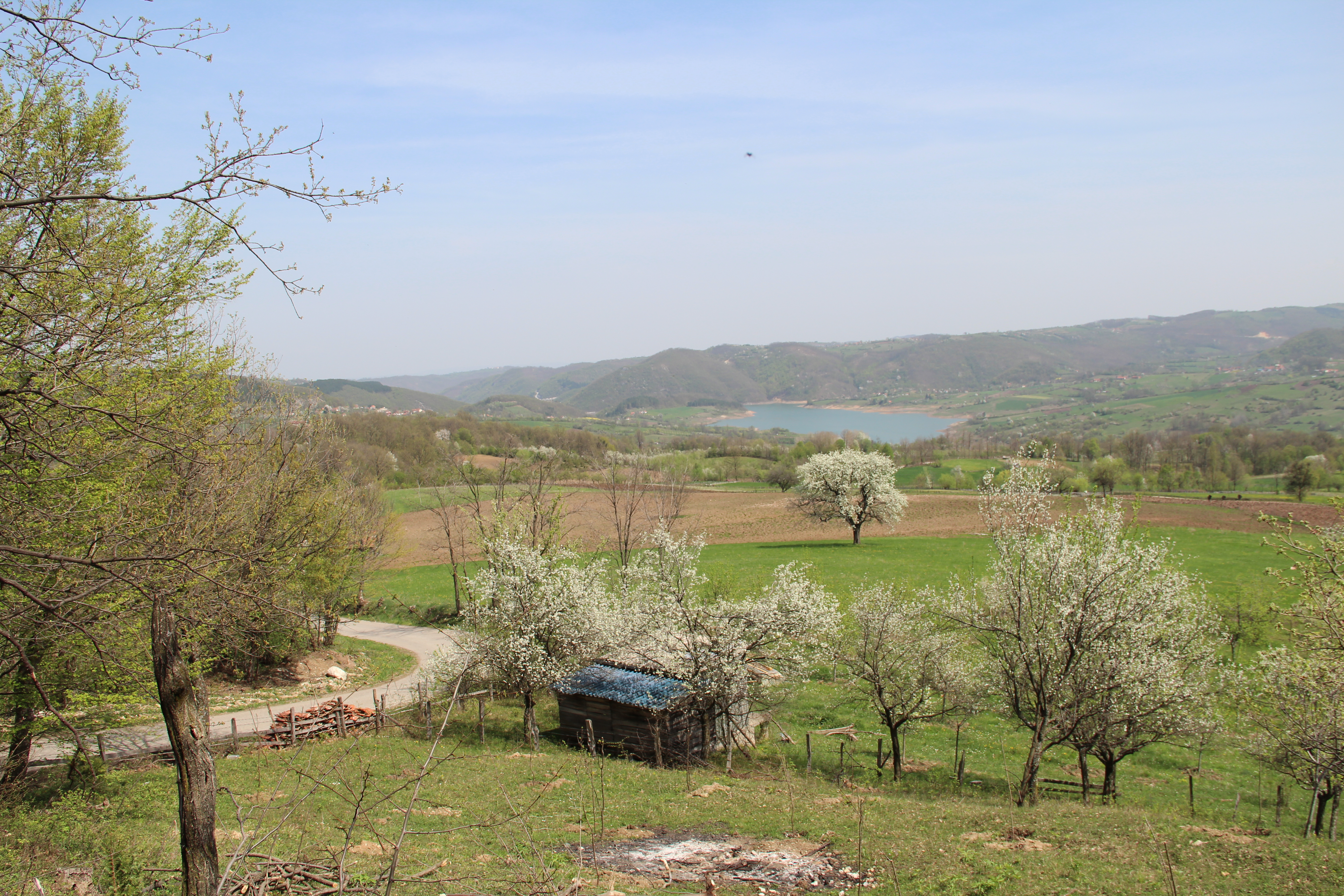
Sovač - panorama
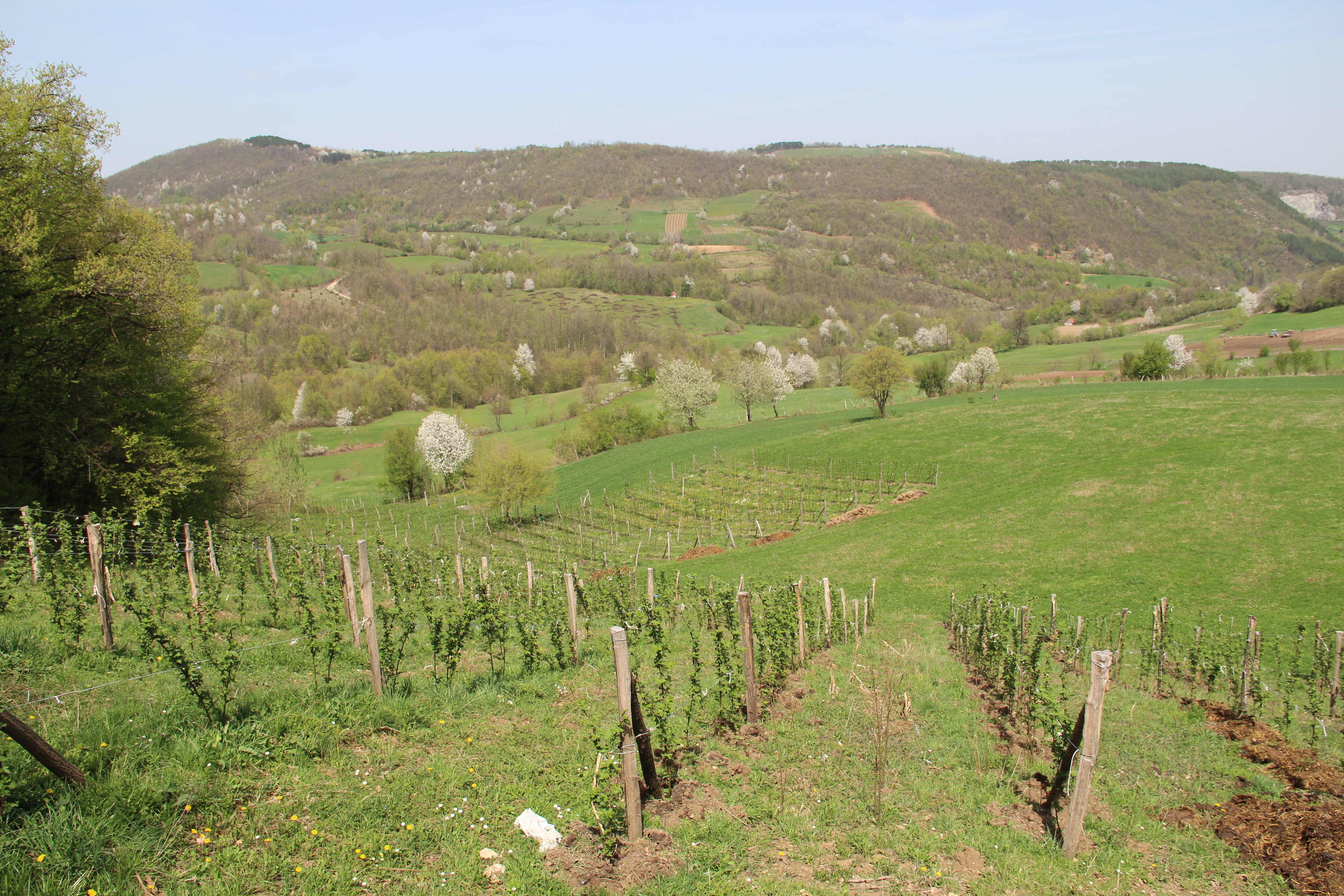
Sovač - panorama